# Thomas Täglichsbeck
Thomas Täglichsbeck (Ansbach, 31 de desembre de 1799 - Baden-Baden, 5 d'octubre de 1867) fou un compositor i violinista alemany.
Deixeble de Pietro Rovelli a Múnic, als disset anys entrà com a violí en l'orquestra del teatre de la capital bavaresa, de la que poc temps després en fou nomenat segon director. De 1827 a 1848 exercí les funcions de mestre de capella del príncep de Hohenzollern-Hechingen. Taeglichsbeck va compondre gran nombre d'obres per a violí i piano i, piano i per a violí i orquestra, així com un Concert militar per a violí; moltes sonates pel mateix instrument; un trio per a piano; dues simfonies; una missa amb orquestra; cors per a veus d'homes i per a veus mixtes; lieder amb acompanyament de piano, etc.